# 부산 연제구의 국회의원

## 행정구역 변천
- 1995년 3월 1일 동래구 연산동·거제동에 부산광역시 연제구 신설

## 부산 연제구의 역대 국회의원 일람
| 대수   | 이름           | 소속정당     | 임기                             | 선거구역    | 선거 결과                   |
| ------ | -------------- | ------------ | -------------------------------- | ----------- | --------------------------- |
| 제15대 | 최형우(崔炯佑) | 신한국당     | 1996년 5월 30일~2000년 5월 29일  | 연제구 일원 | 제15대 국회의원 선거 연제구 |
| 제16대 | 권태망(權泰望) | 한나라당     | 2000년 5월 30일~2004년 5월 29일  | 연제구 일원 | 제16대 국회의원 선거 연제구 |
| 제17대 | 김희정(金姬廷) | 한나라당     | 2004년 5월 30일~2008년 5월 29일  | 연제구 일원 | 제17대 국회의원 선거 연제구 |
| 제18대 | 박대해(朴大海) | 친박연대     | 2008년 5월 30일 ~2012년 5월 29일 | 연제구 일원 | 제18대 국회의원 선거 연제구 |
| 제19대 | 김희정(金姬廷) | 새누리당     | 2012년 5월 30일~2016년 5월 29일  | 연제구 일원 | 제19대 국회의원 선거 연제구 |
| 제20대 | 김해영(金海永) | 더불어민주당 | 2016년 5월 30일~2020년 5월 29일  | 연제구 일원 | 제20대 국회의원 선거 연제구 |
| 제21대 | 이주환(李周桓) | 미래통합당   | 2020년 5월 30일~2024년 5월 29일  | 연제구 일원 | 제21대 국회의원 선거 연제구 |
| 제22대 | 김희정(金姬廷) | 국민의힘     | 2024년 5월 30일~                 | 연제구 일원 | 제22대 국회의원 선거 연제구 |

## 같이 보기
- 부산 동래구의 국회의원
- 연제구 (선거구)